# Тиньковщина
Ти́ньковщина (бел. Цінькаўшчына) — деревня в составе Черневского сельсовета Дрибинского района Могилёвской области Республики Беларусь.

## Население
- 1999 год — 25 человек
- 2010 год — 9 человек